# Jenny Toitgans
Jenny Toitgans, född 28 mars 1905, död 22 oktober 1986, var en friidrottare från Belgien. Hon deltog vid olympiska sommarspelen 1928.